# Banthelu
Banthelu est une commune française située dans le département du Val-d'Oise, en région Île-de-France. Ses habitants sont appelés les Banthelusiens.

## Géographie

### Localisation
Banthelu est un village rural  du Vexin français jouxtant au sud Magny-en-Vexin et situé à 22 km au nord-ouest de Pontoise, 17 km au nord-est de Mantes-la-Jolie et 18 km au sud de Gisors. Il est situé dans le parc naturel régional du Vexin français.

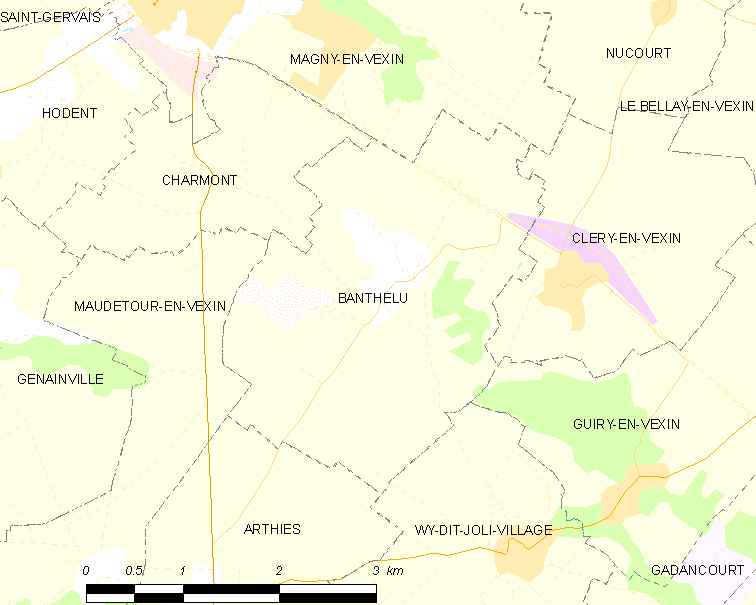
Carte de la commune.
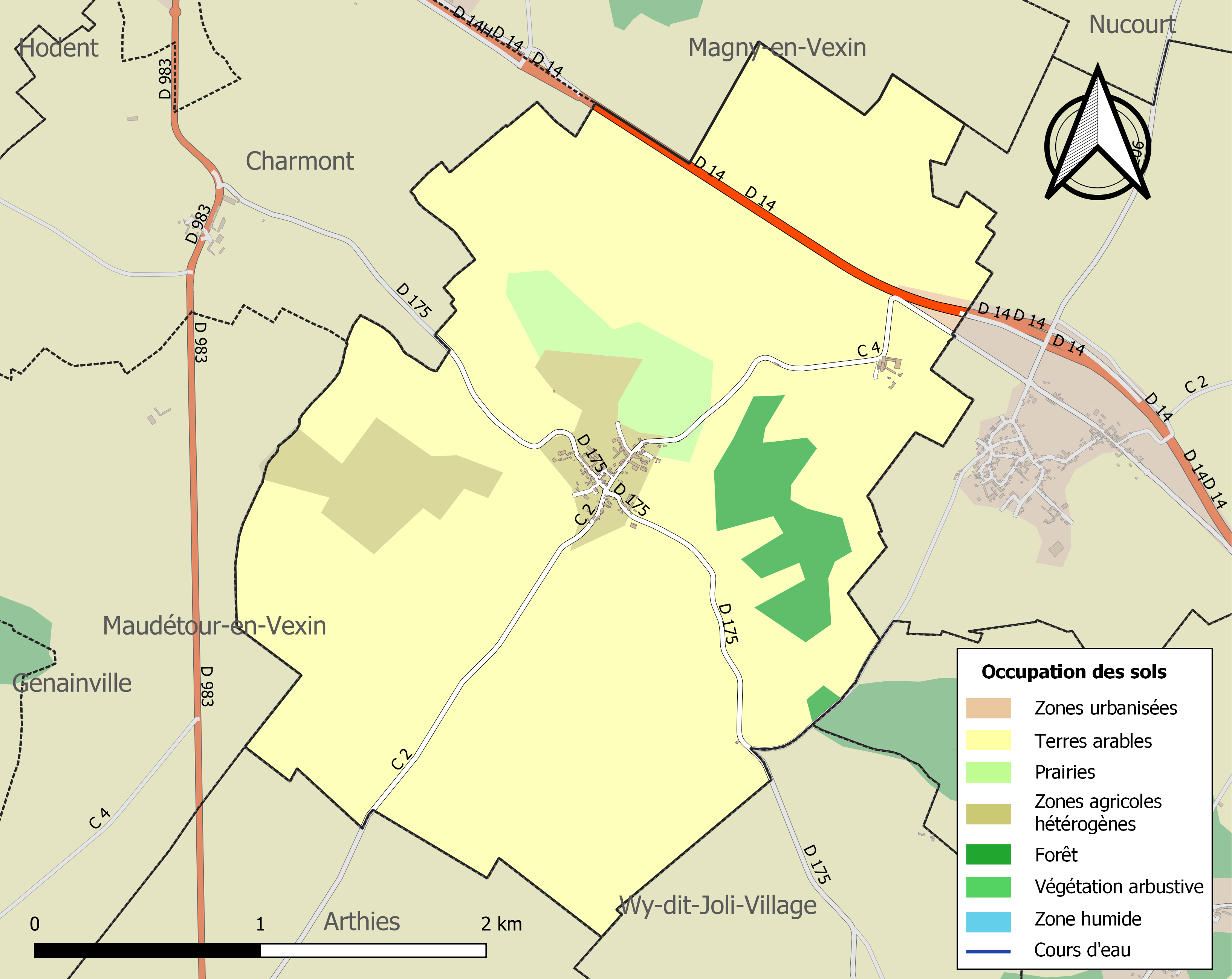
Occupation des sols.

### Communes limitrophes
| Charmont           | Magny-en-Vexin      |                |
| Maudétour-en-Vexin | Banthelu            | Cléry-en-Vexin |
| Arthies            | Wy-dit-Joli-Village | Guiry-en-Vexin |

### Hydrographie
Il n'existe aucun réseau hydrographique de surface.

### Climat
Pour des articles plus généraux, voir Climat de l'Île-de-France et Climat du Val-d'Oise.
En 2010, le climat de la commune est de type climat océanique dégradé des plaines du Centre et du Nord, selon une étude du CNRS s'appuyant sur une série de données couvrant la période 1971-2000. En 2020, Météo-France publie une typologie des climats de la France métropolitaine dans laquelle la commune est exposée à un climat océanique et est dans la région climatique Sud-ouest du bassin Parisien, caractérisée par une faible pluviométrie, notamment au printemps (120 à 150 mm) et un hiver froid (3,5 °C).
Pour la période 1971-2000, la température annuelle moyenne est de 10,7 °C, avec une amplitude thermique annuelle de 14,8 °C. Le cumul annuel moyen de précipitations est de 727 mm, avec 11,4 jours de précipitations en janvier et 8,5 jours en juillet. Pour la période 1991-2020, la température moyenne annuelle observée sur la station météorologique la plus proche, située sur la commune de Boissy-l'Aillerie à 17 km à vol d'oiseau, est de 11,2 °C et le cumul annuel moyen de précipitations est de 635,8 mm,. Pour l'avenir, les paramètres climatiques de la commune estimés pour 2050 selon différents scénarios d'émission de gaz à effet de serre sont consultables sur un site dédié publié par Météo-France en novembre 2022.

## Urbanisme

### Typologie
Au 1er janvier 2024, Banthelu est catégorisée commune rurale à habitat dispersé, selon la nouvelle grille communale de densité à sept niveaux définie par l'Insee en 2022.
Elle est située hors unité urbaine. Par ailleurs la commune fait partie de l'aire d'attraction de Paris, dont elle est une commune de la couronne,. Cette aire regroupe 1 929 communes,.

### Voies de communication et transports
Banthelu est aisément accessible depuis l'ancienne route nationale 14 (actuelle RD 14), et dispose de la gare de Belloy - Saint-Martin  sur la ligne de Montsoult - Maffliers à Luzarches, desservie par les trains de la ligne H du Transilien (Transilien Paris-Nord).

## Toponymie
Le nom de la localité est attesté sous les formes Bantellutum en 1249, Bautellu, Banterlu, Bantarlu.
Les noms de lieux terminés par -lu sont en relation avec le latin lucus « bois, bois sacré ». Voir pour exemple Andelu (Yvelines), Ardelu (Eure-et-Loir), Orlu (Eure-et-Loir), etc. Le sens de « bois sacré » pour lucus, dans la langue populaire et en toponymie, est exceptionnel.

## Histoire
Banthelu a été desservie par la halte de Cléry sur la ligne de Meulan à Magny-en-Vexin des Chemins de fer de grande banlieue, un réseau de chemin de fer secondaire à voie métrique départemental de Seine-et-Oise. La ligne a fonctionné de 1913 à 1949.

## Politique et administration

### Rattachements administratifs et électoraux
Rattachements administratifs
Antérieurement à la loi du 10 juillet 1964, la commune faisait partie du département de Seine-et-Oise. La réorganisation de la région parisienne en 1964 fit que la commune appartient désormais au département du Val-d'Oise et à son arrondissement de Pontoise après un transfert administratif effectif au 1er janvier 1968.
Elle faisait partie depuis 1793 du canton de Magny-en-Vexin. Dans le cadre du redécoupage cantonal de 2014 en France, cette circonscription administrative territoriale a disparu, et le canton n'est plus qu'une circonscription électorale.
Rattachements électoraux
Pour les élections départementales, la commune est membre depuis 2014 du canton de Vauréal.
Pour l'élection des députés, elle fait partie de la première circonscription du Val-d'Oise.

### Intercommunalité
Banthelu est membre depuis 2013  de la communauté de communes Vexin - Val de Seine, un établissement public de coopération intercommunale (EPCI) à fiscalité propre créé en 2005 et auquel la commune a transféré un certain nombre de ses compétences, dans les conditions déterminées par le code général des collectivités territoriales.

### Liste des maires
| Période                                  | Période  | Identité           | Étiquette            | Qualité                        |
| ---------------------------------------- | -------- | ------------------ | -------------------- | ------------------------------ |
| Les données manquantes sont à compléter. |          |                    |                      |                                |
| mai 1925                                 | ?        | L. Marie           |                      |                                |
|                                          |          |                    |                      |                                |
| mars 2001                                | 2014     | Michel Bouillette  | DVD[réf. nécessaire] |                                |
| 2014                                     | En cours | Gérard Leharivelle |                      | Réélu pour le mandat 2020-2026 |

## Population et société

### Démographie
L'évolution du nombre d'habitants est connue à travers les recensements de la population effectués dans la commune depuis 1793. Pour les communes de moins de 10 000 habitants, une enquête de recensement portant sur toute la population est réalisée tous les cinq ans, les populations de référence des années intermédiaires étant quant à elles estimées par interpolation ou extrapolation. Pour la commune, le premier recensement exhaustif entrant dans le cadre du nouveau dispositif a été réalisé en 2004.

En 2022, la commune comptait 148 habitants, en évolution de −5,73 % par rapport à 2016 (Val-d'Oise : +4 %, France hors Mayotte : +2,11 %).
| 1793 | 1800 | 1806 | 1821 | 1831 | 1836 | 1841 | 1846 | 1851 |
| ---- | ---- | ---- | ---- | ---- | ---- | ---- | ---- | ---- |
| 225  | 184  | 190  | 189  | 194  | 204  | 211  | 207  | 180  |

| 1856 | 1861 | 1866 | 1872 | 1876 | 1881 | 1886 | 1891 | 1896 |
| ---- | ---- | ---- | ---- | ---- | ---- | ---- | ---- | ---- |
| 206  | 176  | 185  | 182  | 172  | 152  | 167  | 167  | 170  |

| 1901 | 1906 | 1911 | 1921 | 1926 | 1931 | 1936 | 1946 | 1954 |
| ---- | ---- | ---- | ---- | ---- | ---- | ---- | ---- | ---- |
| 160  | 158  | 144  | 141  | 140  | 149  | 112  | 140  | 165  |

| 1962 | 1968 | 1975 | 1982 | 1990 | 1999 | 2004 | 2006 | 2009 |
| ---- | ---- | ---- | ---- | ---- | ---- | ---- | ---- | ---- |
| 122  | 108  | 123  | 119  | 125  | 138  | 126  | 115  | 122  |

| 2014 | 2019 | 2022 | - | - | - | - | - | - |
| ---- | ---- | ---- | - | - | - | - | - | - |
| 145  | 148  | 148  | - | - | - | - | - | - |

## Culture locale et patrimoine

### Lieux et monuments

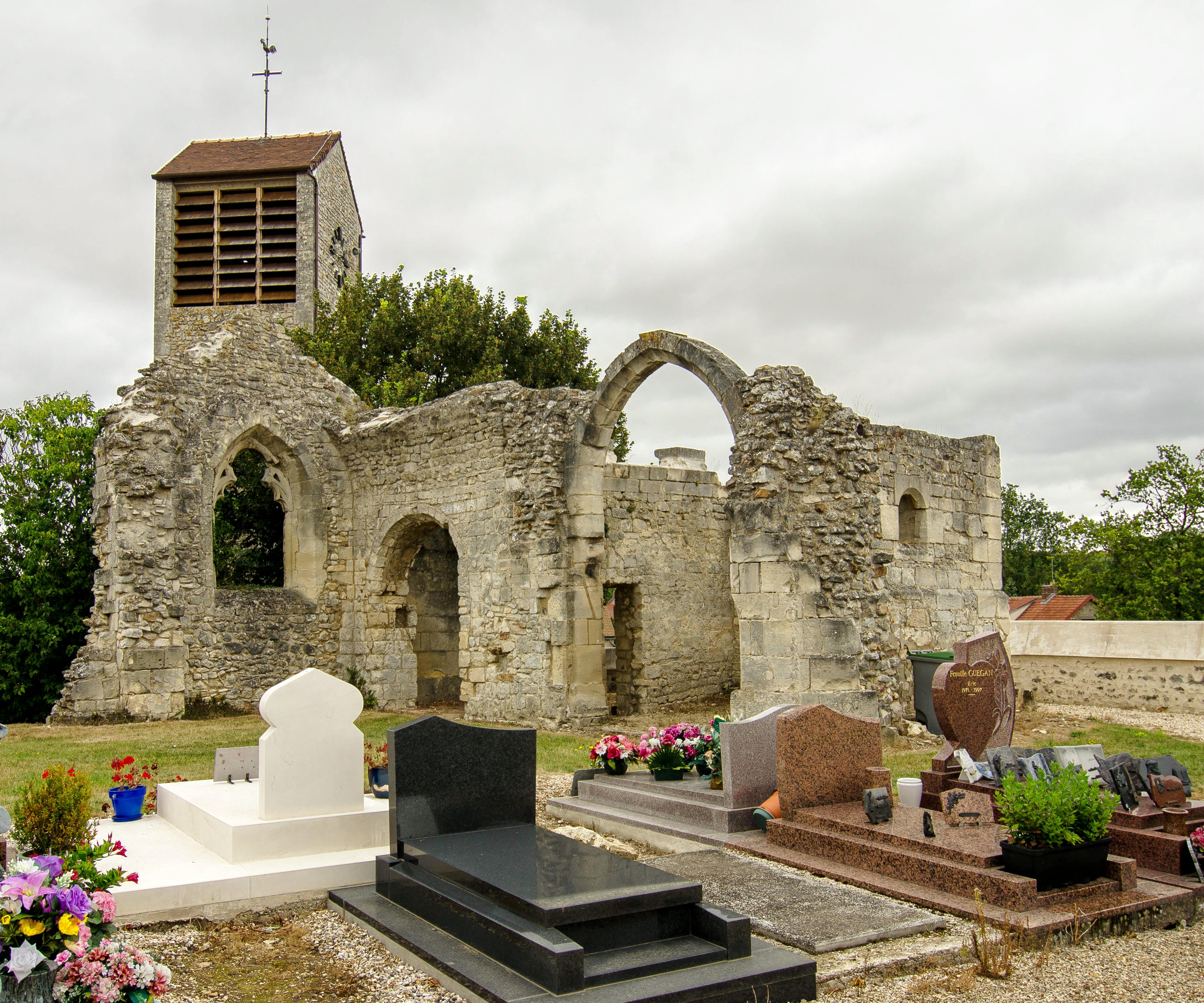
Ruines de l'ancienne église, avec l'église de 1960 en arrière-plan.

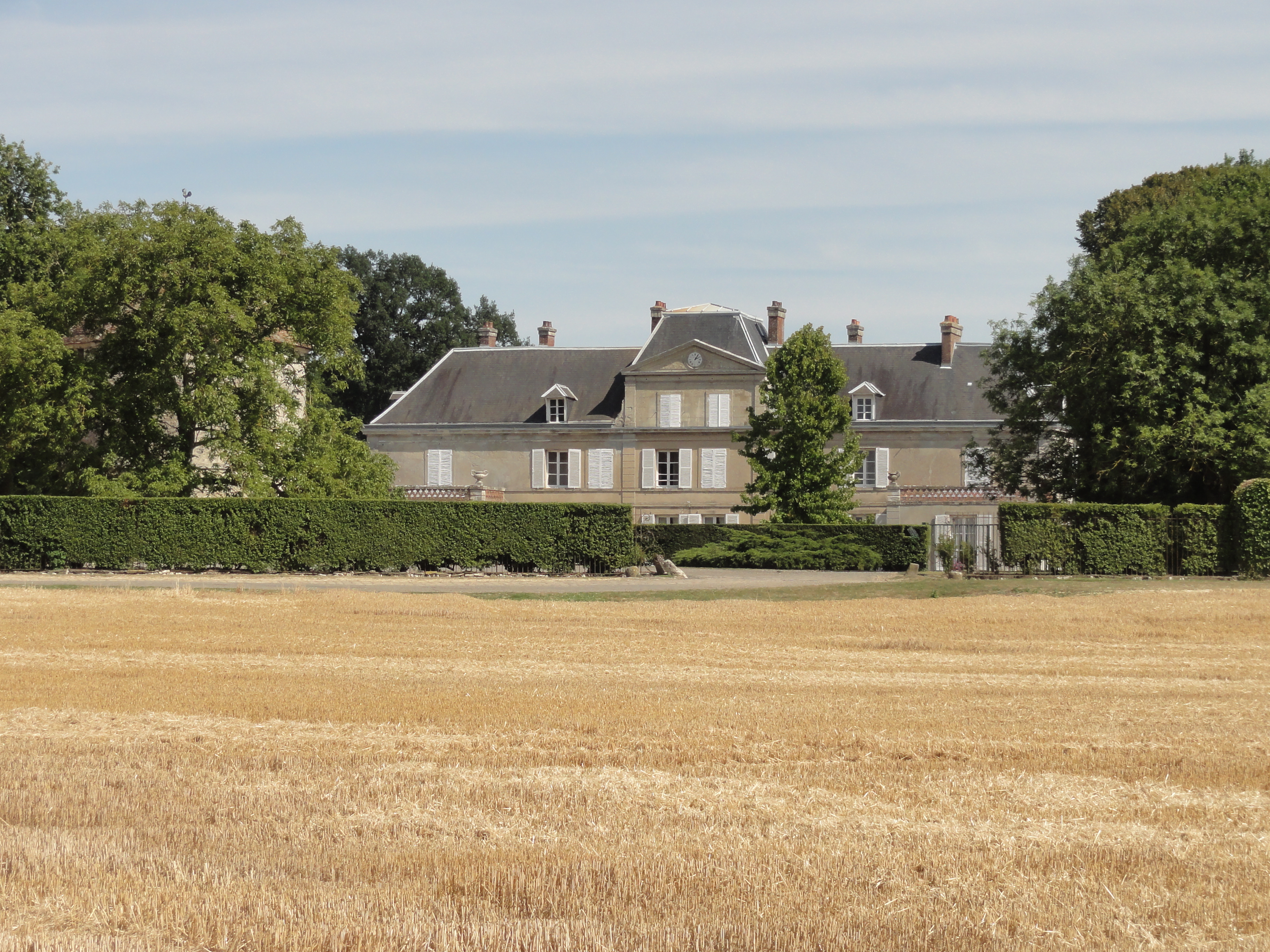
Château du Plessis-le-Veneur.

La commune compte un monument historique : 
- Ruines de l'église Saint-Gédéon, au cimetière (inscrites par arrêté du 4 février 1927[25]).

L'église Saint-Gédéon est l'un des plus anciens édifices du Vexin français au moment de son inscription, mais le bombardement en août 1944 la détruit presque entièrement, ne laissant debout que le chœur au chevet plat et le croisillon nord du transept. Banthelu est érigée en paroisse en 1070, quand le fils Ingelramne (ou Enguerrand), chevalier de Cléry, entre à l'abbaye Saint-Martin de Pontoise. À cette occasion, le seigneur local offre l'église Saint-Gédéon et ses revenus à l'abbaye, vœu renouvelé à la fin de sa vie quand il se fait moine à son tour. L'église primitive est agrandie aux XIIe et XIIIe siècles et restaurée au XVe siècle.
Avant sa destruction, l'église suit un plan cruciforme, avec un unique bas-côté. L'intérieur de la nef est recouverte de lambris du XVIIe siècle. Les fenêtres romanes sont en partie murées, mais les chapiteaux romans de la croisée du transept et du croisillon sud du transept (détruits) sont apparemment conservés en l'état. Le clocher central et carré s'élève au-dessus du carré du transept et comporte deux étages. Sur le second étage, chaque face est percée de deux baies géminées plein cintre, ornées de deux tores et encadrées de colonnettes à chapiteaux, retaillés en 1882. Le toit du clocher est à quatre versants. La façade occidentale ne date que de 1888 et reflète le style néoclassique. Le portail est précédé d'un péristyle porté par quatre colonnes sur socle carré, et le haut de la façade est percée d'une rosace.
On peut également signaler : 
- Église Saint-Gédéon

La nouvelle église est construite en 1960 selon les plans de l'architecte Delaunay. Elle se compose d'une nef unique terminé en cul-de-four. Les vitraux en dalle de verre représentent saint Gédéon et Jean-Marie Vianney, dit le saint curé d'Ars. La pierre de fondation de l'ancienne église est placée sur l'autel. La croix a été confectionnée à partir d'un morceau de la charpente. D'autres vestiges de l'ancienne église sont exposés dans l'église, dont la pierre tombale de Jeanne de Villiers, ancienne dame de Banthelu, ou la statue d'un ange (XVIIIe siècle), placé sous le péristyle formé par le toit débordant. Les deux autres statues proviennent par contre de Cléry-en-Vexin. Le clocher en bâtière est placé un peu à l'écart.

La nouvelle église Saint-Gédéon
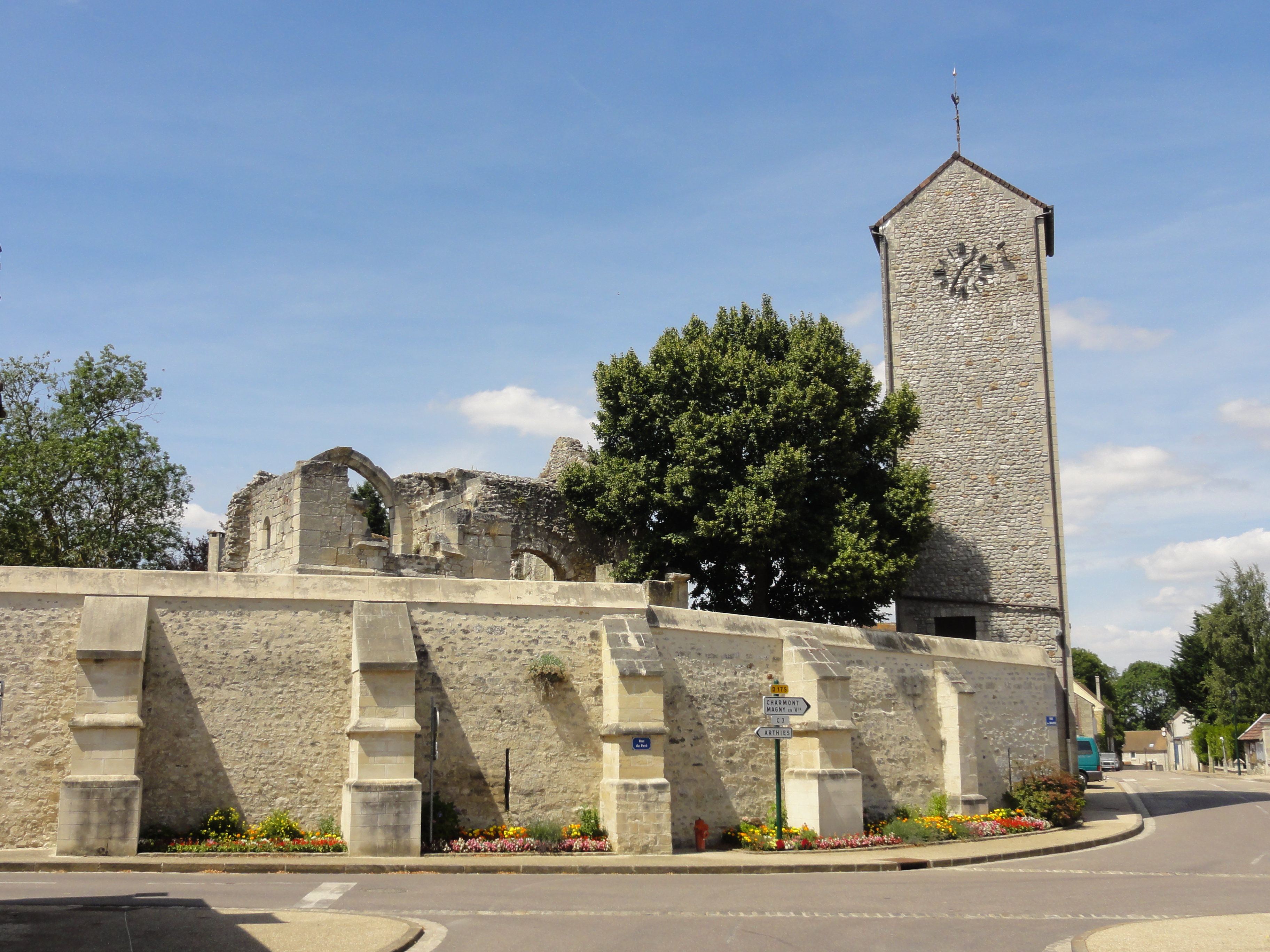
Le clocher de la nouvelle église et les ruines de l'ancienne.
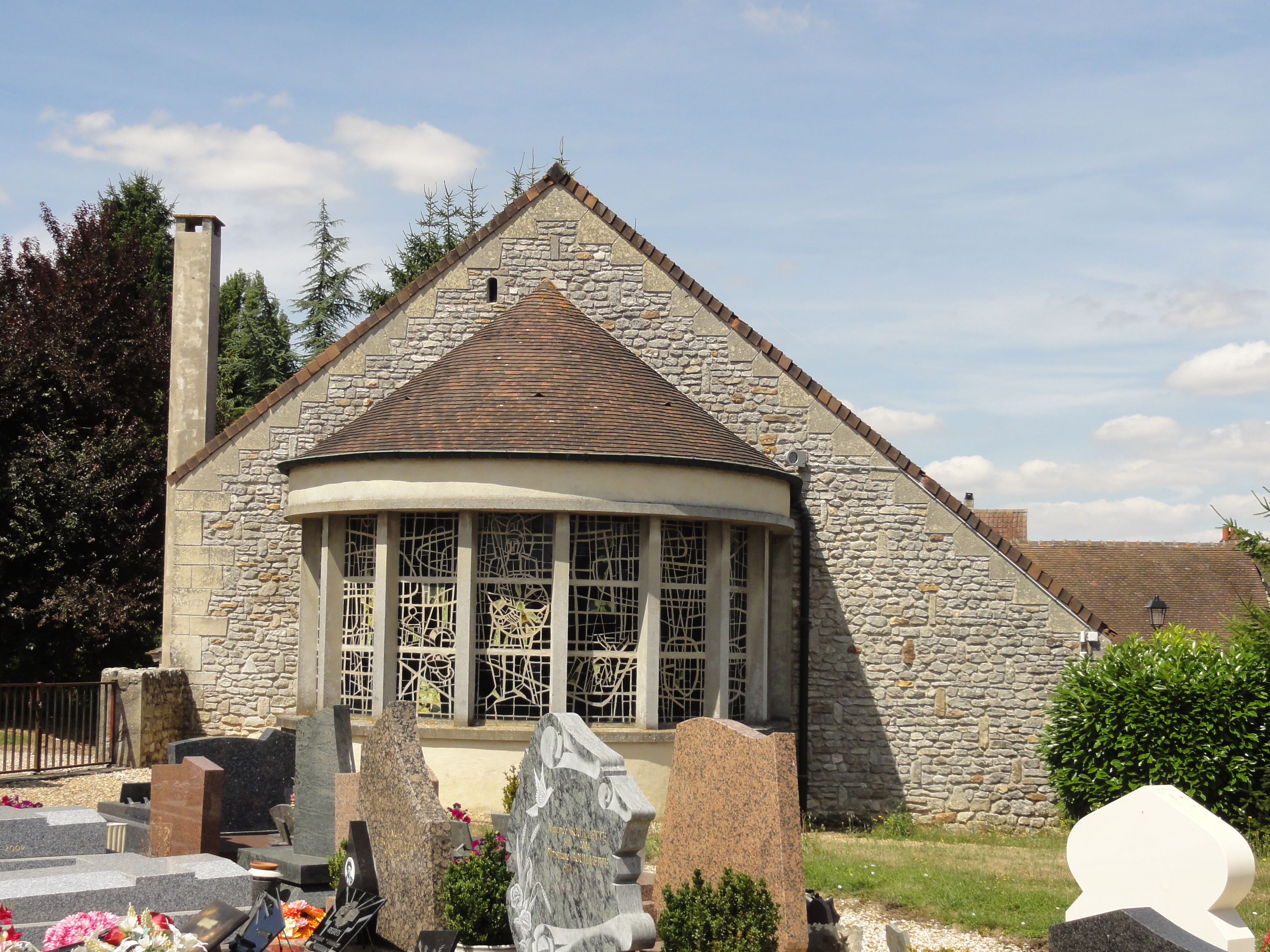
Le chevet de l'église.

- Ferme du château Maigret

Cette ferme avec ses bâtiments agencés autour d'une cour fermée provient de la fin du XVIIe siècle et présente un caractère assez homogène. Le colombier carré est intégré dans d'anciennes étables et comporte deux étages.
- Château de Plessis-le-Veneur

Il est situé à l'écart du village, sur l'ancien tracé de la RN 14, à la sortie de Cléry-en-Vexin en direction de Magny-en-Vexin.
- Manoir de Presles.
- L'ancienne gare de Cléry-en-Vexin de la compagnie des chemins de fer de grande banlieue, située sur le territoire communal.